# Mauresmo Hinoke
Mauresmo Hinoke (Breda, 26 februari 2005) is een Nederlands-Indonesisch voetballer die doorgaans speelt als aanvaller. Hij verruilde in 2024 FC Dordrecht voor TOP Oss.

## Clubcarrière
Hinoke begon met voetballen bij VV Baronie, waarna hij in 2020 overstapte naar de jeugdopleiding voor FC Dordrecht. Voor die club debuteerde hij in het betaald voetbal; op 9 augustus 2024 mocht hij in de basis starten tegen FC Emmen (2-1). In totaal speelde hij vier duels voor Dordrecht.
Medio 2024 verkaste Hinoke naar TOP Oss. Hij debuteerde op 13 september 2024 tegen Jong PSV (0-3). Hij kwam 23 minuten voor tijd in de ploeg voor Karim Loukili. Op 8 november scoorde hij zijn eerste doelpunt in het betaald voetbal, tegen FC Den Bosch (1-0). Hinoke ontwikkelde zich snel tot basisspeler in het elftal van Sjors Ultee.

## Interlandcarrière
Hinoke kan zowel uitkomen voor Nederland als Indonesië. Hij werd in 2024 geselecteerd voor het Indonesisch voetbalelftal onder 20, waarmee hij vijf oefenwedstrijden speelde.

## Statistieken
| Seizoen | Club         | Competitie     | Competitie | Competitie | Beker | Beker | Overig | Overig | Totaal | Totaal |
| Seizoen | Club         | Competitie     | Wed.       | Dlp.       | Wed.  | Dlp.  | Wed.   | Dlp.   | Wed.   | Dlp.   |
| ------- | ------------ | -------------- | ---------- | ---------- | ----- | ----- | ------ | ------ | ------ | ------ |
| 2023/24 | FC Dordrecht | Eerste divisie | 4          | 0          | 0     | 0     | 0      | 0      | 4      | 0      |
| 2024/25 | TOP Oss      | Eerste divisie | 33         | 2          | 1     | 0     | 0      | 0      | 34     | 2      |
| Totaal  | Totaal       | Totaal         | 37         | 2          | 1     | 0     | 0      | 0      | 38     | 2      |

Bijgewerkt op 7 juni 2025.